# دختری مانند من (ترانه بلک آید پیز و شکیرا)
«دختری مانند من» (به انگلیسی: Girl like Me) ترانه‌ای از گروه آمریکایی بلک آید پیز و خواننده و ترانه‌سرا کلمبیایی شکیرا است. در ۴ دسامبر سال ۲۰۲۰، به عنوان پنجمین تک‌آهنگ از آلبوم با یک موزیک ویدئو به کارگردانی ریچ لی منتشر شد. این آهنگ توسط بلک آید پیز، شکیرا، برندان باکلی، جانی گلدشتاین، آلبرت منندز و تیم میچل نوشته شده و توسط عضو گروه ویل.آی.ام، شکیرا و جانی گلدشتاین تولید شده‌است. این ترانه بخاطر ماهیت "سرودانه" آن مورد ستایش قرار گرفت و آواز شکیرا با آوازی که وی در هشت آلبوم استودیویی خود از گرگ ماده (۲۰۰۹) استفاده کرد مقایسه شد.

## پیش زمینه و انتشار
«دختری مانند من» توسط ویل.آی.ام، اپل.دی. اپ، تابو، شکیرا، برندان باکلی، جانی گلدستاین، آلبرت منندز و تیم میچل نوشته شده‌است، در حالی که توسط ویل.آی.ام، شکیرا و جانی گلدشتاین تهیه شد. بلک آید پیز در اکتبر ۲۰۰۸ کار روی آهنگ را با شکیرا آغاز کرد، که تصور می‌شد در پنجمین آلبوم استودیویی گروه The END (2009) باشد، اما در لیست آهنگ‌ها قرار نگرفت. در سال ۲۰۱۰، ویل. آی. ام سعی کرد تا دوباره روی آهنگ چهارمین آلبوم استودیویی خود #willpower کار کند، اما آهنگ دوباره تولید نشد.
در ژانویه ۲۰۲۰، در یک جلسه استودیوی ویدئویی با جانی گلدشتاین، آهنگ شروع به شکل‌گیری جدیدی با ترکیب صحیح صوتی و ریتمیک کرد. شکیرا اظهار داشت که "او واقعاً کار با بلک آید پیز را دوست داشت، و گفت که Will.i.am می‌داند که من چقدر جزئی گرا هستم و با من بسیار با صبر و دقت بود تا مطمئن شدم که بهترین صدای ممکن را داریم. "
در تاریخ ۱۹ ژوئن سال ۲۰۲۰ بلک آید پیز یک جلد جایگزین برای تک آهنگ را به نمایش دراورد، شامل یک نقاشی سیاه و سفید از شکیرا در یک بیضی قرمز و پس زمینه گل سرخ، و در ۳ دسامبر آنها همان پوشش را منتشر کردند اما با یک زمینه سفید. در همان روز هر دو از طریق رسانه‌های اجتماعی خود اعلام کردند که موزیک ویدیو آهنگ در ۴ دسامبر منتشر خواهد شد. این ترانه به ترتیب در ۵ و ۱۱ دسامبر به ایستگاه‌های رادیویی محبوب معاصر هلند و ایتالیا ارسال شد.

## آهنگسازی و شعر
«دختری مثل من» آهنگی است که به انگلیسی و اسپانیایی خوانده و رپ می‌شود. آهنگ با کلید مینور ساخته شده‌است. این ترانه با کورسی که توسط شکیرا به انگلیسی خوانده شد شروع می‌شود. اولین ورس توسط will.i.am رپ می‌شود، جایی که او در طول ورس چندین بار از انگلیسی به اسپانیایی تغییر زبان می‌دهد. پس از دومین و آخرین کورس یک پل توسط شکیرا به زبان اسپانیایی خوانده می‌شود Taboo در شعر خود به ترانه شکیرا " باسن دروغ نمی‌گوید " اشاره می‌کند و می‌گوید: "باسنت دروغ نمی‌گوید، مرا به رقص می‌آورد".

## عملکرد تجاری

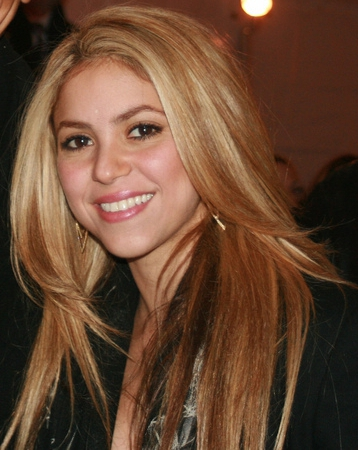
تصویری از شکیرا (سال ۲۰۰۹)

«دختری مثل من» به سرعت در یوتیوب وایرال شد و در ۳ روز ۲۳ میلیون بازدید و در کمتر از دو ماه ۲۰۰ میلیون بازدید به دست آورد. این آهنگ همچنین باعث ایجاد یک چالش وایرال در تیک تاک شد که در آن کاربران خود را به چالش کشیدند تا بتوانند مانند شکیرا برقصند. تا ۱۵ فوریه ۲۰۲۱ این ویدیو بیش از ۲۶۰ میلیون بازدید داشته‌است.
این آهنگ در چندین نمودار لاتین به ۱۰ آهنگ برتر رسید. در اروپا این آهنگ در بلژیک و فرانسه به ۵ ترانه برتر رسید. در بلژیک رتبه ۵ و در فرانسه رتبه ۳.

## تاریخچه انتشار
| کشور    | تاریخ          | فرمت(ها)                 | ناشر        | منا.   |
| ------- | -------------- | ------------------------ | ----------- | ------ |
| جهانی   | ۱۹ ژوئن ۲۰۲۰   | دانلود موسیقی رسانه جاری | اپیک رکوردز | [ ۱۶ ] |
| هلند    | ۵ دسامبر ۲۰۲۰  | Contemporary hit radio   | اپیک رکوردز | [ ۸ ]  |
| ایتالیا | ۱۱ دسامبر ۲۰۲۰ | Contemporary hit radio   | سونی میوزیک | [ ۹ ]  |